# Szabó Gábor (atléta)
Szabó Gábor (Budapest, 1976. június 12. –) hosszútávfutó. 2008 óta a Sashegyi Gepárdok edzője, több sikeres hosszútávfutó, maratonista és ultramaratonista edzője. A Spartathlon-győztes Bódis Tamás edzője volt.

## Edzői elismerések
A Magyar Atlétikai Szövetség Ultrafutó Bizottsága a 2021-es évben Szabó Gábornak adta az Év Ultrafutó Edzője címet. Abban az évben, a Szabó Gábor által vezetett Sashegyi Gepárdok két versenyzője, Cseke Lilla és Beda Szabolcs lett az év női és férfi ultrafutója (aszfalt), valamint a Sashegyi Gepárdok lett az év ultrafutó klubja.

## Egyéni rekordok
| Versenyszám  | Eredmény | Hely         | Dátum |
| ------------ | -------- | ------------ | ----- |
| 10 000 méter | 31:36    | Magyarország | 2001  |
| Félmaraton   | 1:09:26  | Magyarország | 2003  |
| Maraton      | 2:26:27  | Magyarország | 2010  |

## Kiemelkedő eredményei ultrafutásban

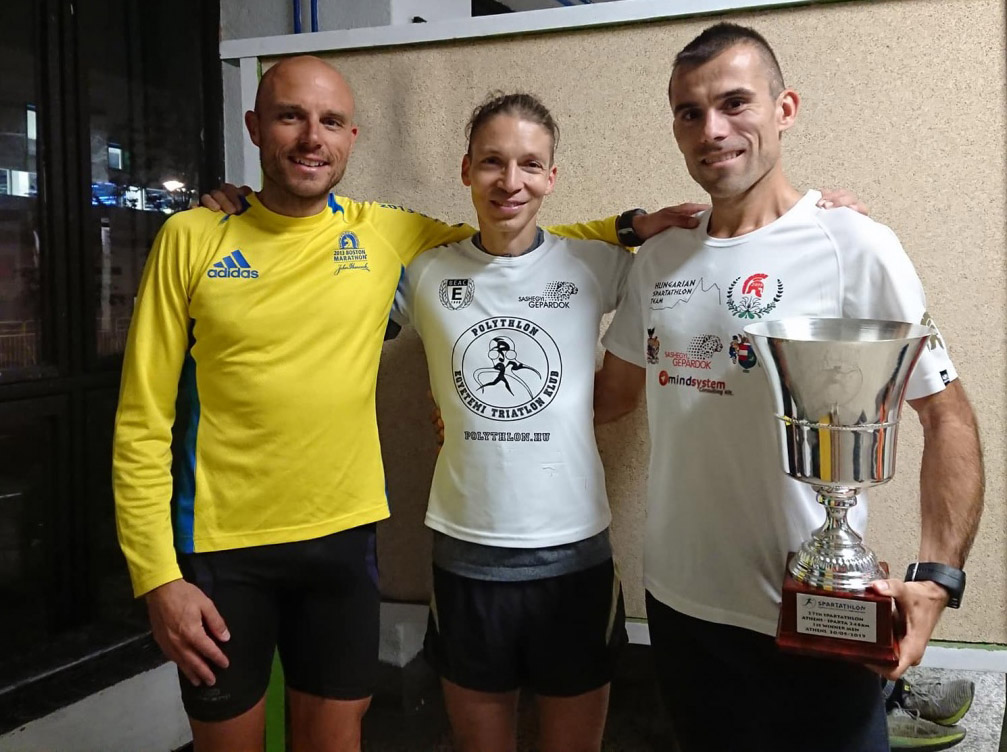
Szabó Gábor a 2019-es Spartathlon-győztes Bódis Tamás (jobbra)
és a hétszeres Spartathlon-teljesítő, valamint 2019-ben 5. helyezett Simonyi Balázs edzője

| Verseny                                      | Táv     | Eredmény               | Helyszín             | év   |
| -------------------------------------------- | ------- | ---------------------- | -------------------- | ---- |
| Supermaraton                                 | 63 km   | 1. hely                | Zágráb, Horvátország | 2011 |
| Ultra-Alpinmarathon                          | 54 km   | 1. hely (M35)          | Veitsch, Ausztria    | 2013 |
| Vértesi Terepmaraton                         | 50 km   | 2. hely                | Magyarország         | 2017 |
| Matraberc Trail 56                           | 55,6 km | 3. hely, 1. hely (M40) | Magyarország         | 2018 |
| Piros 85 terepfutó                           | 85 km   | 4. hely, 3. hely (M40) | Magyarország         | 2018 |
| Balaton Szupermaraton 1. nap                 | 48,5 km | 3. hely, 2. hely (M40) | Magyarország         | 2019 |
| Balaton Szupermaraton 2. nap                 | 53,2 km | 1. hely                | Magyarország         | 2019 |
| IV. Fehér Enikő és Vörös Balázs emlékverseny | 100 km  | 1. hely                | Magyarország         | 2022 |
| MyWay 100                                    | 100 km  | 1. hely                | Magyarország         | 2022 |